# 세계 경제 포럼
세계 경제 포럼(世界經濟 - , 영어: World Economic Forum, WEF)은 저명한 기업인ㆍ경제학자ㆍ저널리스트ㆍ정치인 등이 모여 세계 경제에 대해 토론하고 연구하는 국제민간회의이다. 독립적 비영리재단 형태로 운영되며, 본부는 스위스 제네바주의 도시인 콜로니(Cologny)에 위치한다. '세계경제올림픽'으로 불릴 만큼 권위와 영향력이 있는 유엔 비정부자문기구로 성장하면서 세계무역기구(WTO)나 주요 7개국(G7) 회담 등에 막강한 영향력을 행사하고 있다.
1971년 1월 경제학자 클라우스 슈바프가 창설한 '유럽경영포럼(European Management Forum)'으로 출발했다. 스위스 다보스에서 열린 첫 회의에 400명의 유럽 경영인들이 참가하였다. 1973년부터 참석 대상을 전 세계로 확장하였고 1974년 1월부터 정치인을 초청하기 시작했다. 1976년 회원 기준을 '세계의 1000개 선도 기업'으로 설정하였다. 1987년 '세계경제포럼(World Economic Forum)'으로 명칭을 변경하였다. 1981년부터 매년 1월에서 2월 사이 스위스 그라우뷘덴주에 위치하는 휴양 도시 다보스에서 열렸기 때문에 '다보스 포럼'으로 불리기도 한다.
이 '세계경제포럼'의 사명은 "세계의 상태를 개선하기 위해 노력하는 것"이다. 그렇기 때문에 전 세계의 경제 상황 개선을 위해 각국의 사업을 연결하여 지역 사회의 산업 의제를 결정한다. 또한 세계 각국의 정상, 장관, 국제기구 수장, 재계 및 금융계 최고 경영자들이 모여 각종 정보를 교환하고, 세계 경제 발전 방안 등에 대해 논의한다. 분열된 세계에서 공동의 미래를 창조하기 위한 전 세계 지도자들의 모임이라고 할 수 있다.

## 조직

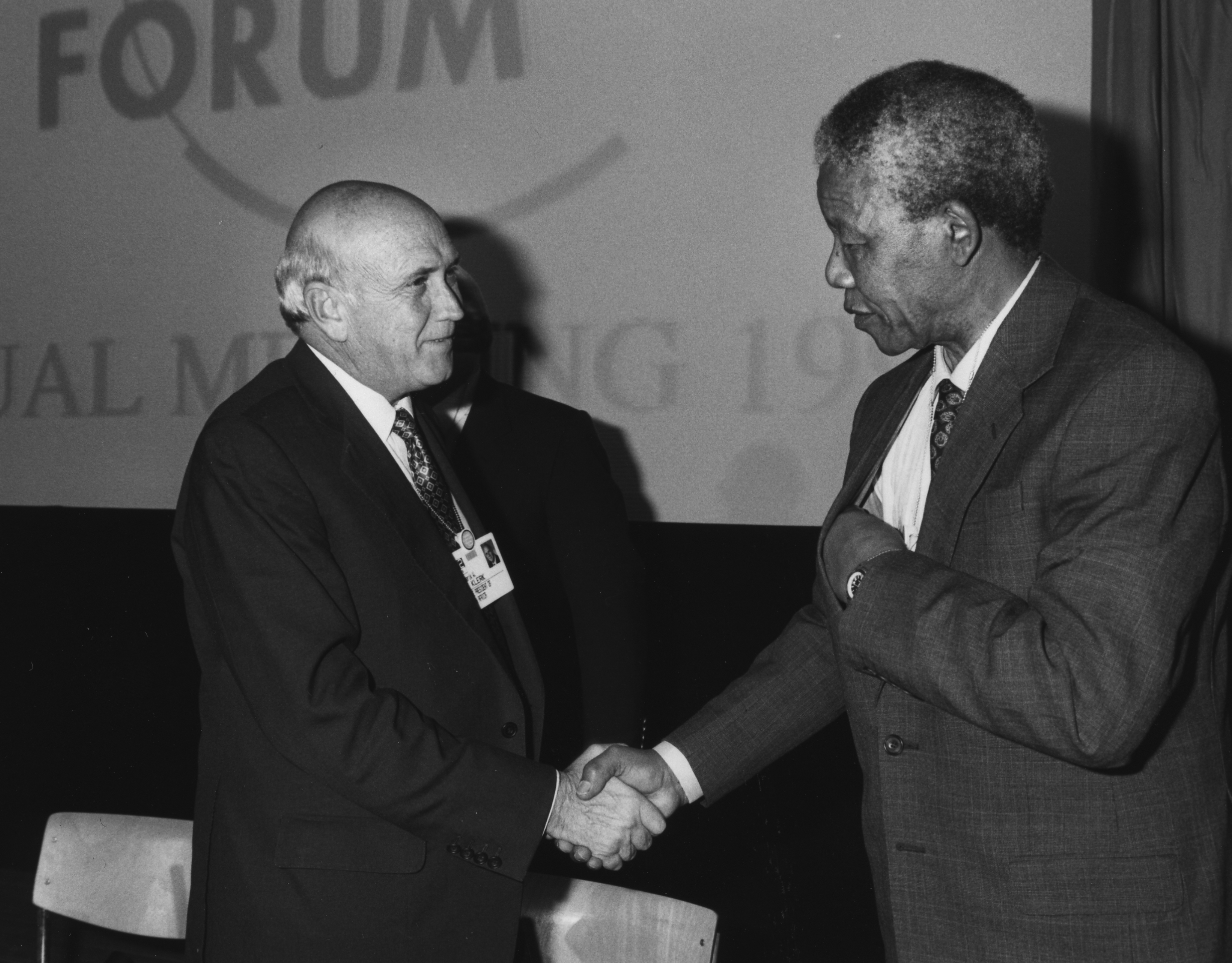
프레데릭 데 클러크와 넬슨 만델라, 1992년 연례총회

세계 경제 포럼은 스위스의 제네바에 본부를 두고 있다. 2006년 베이징과 뉴욕에 사무실을 개설했다. 이 포럼은 공평하고, 비영리이며, 어떠한 정치적 이익이나 당리 당략이나 국익과 무관한 단체이다. 한마디로 이 기구는 독립적이고 공평하며 특별한 이익추구를 하지 않는다. 또한 국제연합 경제 사회 이사회의 옵저버 지위를 가지고 있으며, 스위스 연방 정부의 감독 하에 있다. 최고 의사 결정 기관은 영국의 토니 블레어 전 총리와 요르단의 라니아 왕비 등 22명으로 구성되는 기본 임원회의이다. 미션은 "세계의 현상 개선을 위해 적극 노력한다"이다.
2009년 5일 간의 연차 총회에서는 91개국, 2,500명 이상의 참가자가 다보스에서 한자리에 모였다. 이중 약 75%가 포럼 회원 중에서 선출된 간부이고, 회원은 전 세계 각 산업 분야의 일류 기업 1,000 개사로 구성된다. 2009년 세계 최고의 기업에서 1,170 여명의 CEO 및 회장이 참가했다.
그 외에 주된 참가자로서 40명의 국가원수급, 64명의 내각 수반, 국제기관의 장과 고위급 관료 30명, 대사 10명을 포함한 219명의 공인이 참가할 수 있다. 또 시민사회 참가자로서 NGO 단체의 대표자 32명, 미디어 리더 225명, 학술 기관이나 씽크탱크의 리더 149명, 서로 다른 신념을 가지는 15명의 종교 지도자, 노동조합 조직의 리더 11명을 포함한 432명을 넘는 멤버가 참가했다.
세계 경제 포럼의 운영 자금은 1,000사에 달하는 기업에 의해 이루어진다. 회원 기업의 상당수는 매출 50억 달러 이상의 글로벌 기업이지만, 매출 규모에 대해서는 산업이나 지역에 의해서 다르다. 또 회원사는 각 업계 및 국가에서도 상위에 위치하고 있고, 각각의 업계나 지역의 장래를 결정하는데 있어서 주도적인 역할을 한다. 2005년 기준으로, 각 회원사는 연회비로 42,500 스위스 프랑을 지급하며, 다보스에서 개최되는 연차총회에의 CEO의 참가자를 대상으로 한 연차총회 참가비로서 18,000 스위스 프랑을 지불한다. 산업 파트너는 250,000 스위스 프랑, 전략적 파트너는 500,000 스위스 프랑을 각각 지불하며 포럼 주도에 중요한 역할을 담당하고 있다.
넓은 의미에서, WEF재단은 2016년 7월부터 2017년 6월까지 2억 8000만 스위스 프랑의 매출액과 120만 스위스 프랑의 흑자를 보고했다.

## 활동

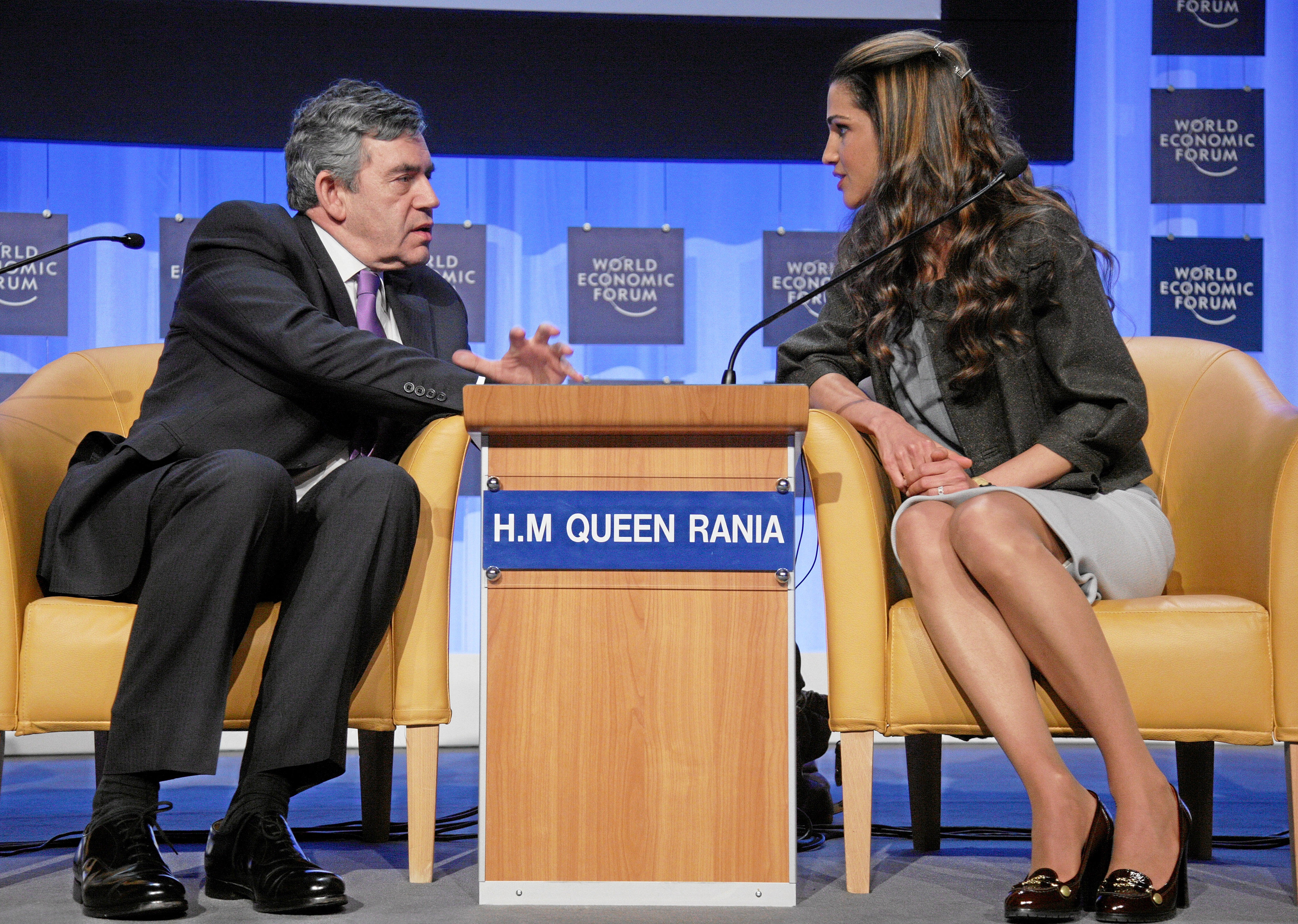
고든 브라운, 당시 영국 총리와 요르단의 라니아 왕비

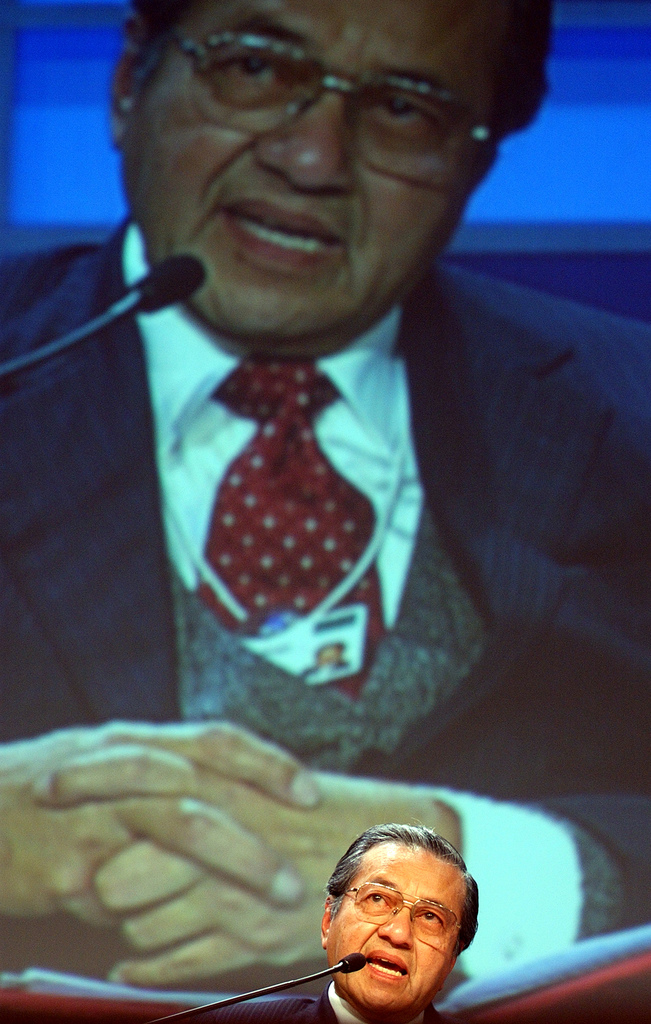
말레이시아의 총리 마하티르 빈 모하맛는 2003년 1월 23일 세계 경제 포럼의 연례 회의에서 연설을 했다

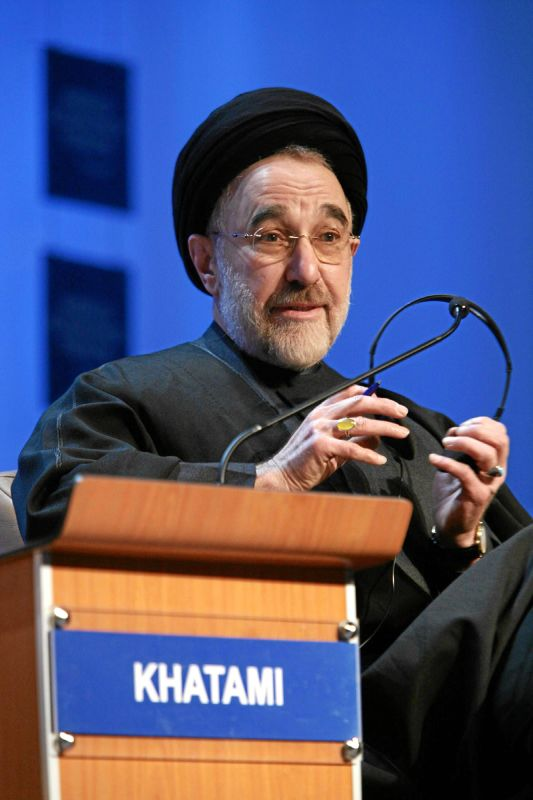
모하마드 카타미, 이란 대통령(1997-2005) 2007년 다보스 연례총회

### 다보스 연례 총회
세계 경제 포럼의 가장 중요한 회의는 매년 1월말 다보스에서 개최되는 연례 회의이다. 스위스 알프스 리조트에서 개최되는 연차 총회는 포럼 회원 기업 1,000 개사의 CEO뿐 아니라 선출된 정치인, 학계와 NGO, 종교 지도자, 언론 대표가 한자리에 모이는 것이다. 연례 총회에 초대자만 참가할 수 있다. 대략 2,200 명에 달하는 참가자들이 5일간의 이벤트에 모여 공식 프로그램 220 여개의 세션에 참석한다. 논의의 초점은 세계적인 이슈(국제 분쟁, 빈곤, 환경 문제 등)의 주요 과제와 해결 방법이다. 온라인, 인쇄 매체, 라디오, TV에 소속된 약 500명의 기자도 이 연례 총회에 참석한다. 미디어 관계자는 공식 프로그램의 전체 세션에 참여 일부 세션은 웹캐스트도 공개된다.
다보스 세계 토론의 모습은 모든 유튜브 사용자가 볼 수 있으며, 사진은 플릭커에 무료 제공되며, 주요 발언은 트위터에서 참조 가능하다. 세계 경제 포럼이 2007년, 마이스페이스와 페이스북과 같은 사회 미디어 플랫폼으로 페이지를 개설했다.
2009년도 연례 총회에서는 유튜브에서 "다보스 토론(Davos Debates)"에 일반 시민이 참여하도록 호소하고, 사용자 1명이 연차 총회에 참석하게 되었다. 2008년 유튜브에 개설된 "다보스 질문(Davos Question)" 채널은 유튜브 사용자와 다보스에 모인 세계의 리더 간의 양방향 통신을 제공하고, 리더들에게 회의장에 설치된 유튜브 비디오 코너에서 답변하도록 요구했다. 2008년 기자 회견 모습은 Qik과 Mogulus 통해 라이브로 소개되었고, 누구라도 의장에게 질문을 할 수 있었다. 2006년과 2007년, 로이터의 Second Life 내의 지국에서 선출된 참가자가 인터뷰되고 폐막식 모습이 스트리밍 중계되었다.

### 뉴 챔피온 연례 총회
세계 경제 포럼은 2007년 중국에서 개최되는 "뉴 챔피언 연례 총회 (Annual Meeting of the New Champions, 통칭 : 여름 다보스)"를 설립 했다. 이 행사는 지금까지 다롄과 톈진에서 개최되었으며, 큰 영향력을 가진 1,500명의 이해 관계자가 한자리에 모였다. 뉴 챔피언 연례 총회는 세계 경제 포럼이 "글로벌 성장 기업"을 대상으로 하는 회의이다. 대상 글로벌 성장 기업은 주로 중국, 인도, 러시아, 멕시코, 브라질을 시작으로 급부상한 신흥 국가를 거점으로하는 기업으로, 선진국의 빠른 성장을 기록하는 기업도 포함된다. 이 회의는 세계 각국의 차세대 글로벌 리더로 급성장하고 있는 지역, 경쟁력있는 도시, 기술 선구자 등이 모두 협력하고 있다. 마지막 회의에서 원자바오 중국 총리가 기조 연설을 했다.

### 지역 회의
매년 10회 개최되는 지역 회의는 실업계 지도자, 지방 정부의 지도자, NGO와 긴밀하게 접촉할 수 있는 장소가되고 있다. 지역 회의는 아프리카, 동아시아, 라틴 아메리카, 중동에서 개최된다. 주최국의 멤버는 매년 변한다.

### 차세대 지도자
세계 경제 포럼은 2005년 "Global Leaders of Tomorrow"(차세대 지도자)라는 젊은 세계 지도자 커뮤니티를 시작했다. 이 커뮤니티는 다양한 전문 분야나 섹터에서 일하는 40세 이하의 젊은 지도자들이 세계적에서 모여있다. 젊은 차세대 지도자는 "2030년 플랜", 즉 "2030년에 세계가 어떻게 되어야 하는가"라는 비전을 제시하고 그 비전에 도달하는 행동 계획을 설정하는 것에 중점을 두고 있다.

## 세계경제포럼 하계 회의
스위스 다보스가 아닌 해외에서 처음으로 개최되는 세계경제포럼 하계 회의가 중국 다롄에서 2007년 9월 6일 개최되었다. 세계경제포럼 정기 총회는 911 테러 발발 직후인 2002년 2월 다보스가 아닌 미국 뉴욕에서 열린 바 있다.

### 연구 보고서
세계 경제 포럼은 싱크 탱크로서 역할을 수행하고 있으며, 공개 토론 지역 사회에 대한 우려 사항이나 중요 사항에 초점을 맞춘 다양한 보고서를 발표하고 있다. 특히 포럼의 전략적 인사이트 팀은 경쟁력, 세계적 위험 시나리오 구상 분야에 관한 보고서 작성에 주력하고 있다.
경쟁력팀은 매년 경제 보고서를 발간한다. 《세계 경쟁력 보고서》(1979)는 국가와 경제의 경쟁력을 평가한다. 《세계 정보기술 보고서》(2001)는 IT의 준비성을 기반으로 그들의 경쟁력을 평가한다. 《세계 성별차 보고서》(2005)는 남녀 불평등을 일으키는 주요 지역을 조사한다. 《세계 위험 보고서》(2006)는 세계 핵심 위험 요소를 평가한다. 세계 여행 리포트 (2007)는 여행과 관광 경쟁력을 평가하고, 《세계 무역가능 보고서》(2008)는 국가간 무역을 촉진하는 많은 조치들에 대한 국가적인 분석을 제공한다.
세계적 위험 네트워크, 즉 전 범위에 걸쳐 간주되는 위험, 여러 산업에 위험, 불투명한 위험, 100억 달러 이상의 경제적인 피해를 일으킬 수 있는 위험, 큰 인적 피해를 입을 수 있는 위험 등 다양한 이해 관계자의 접근이 요구되는 위험을 평가하는 보고서를 매년 발표하고 있다.
시나리오 기획팀은 다양한 지역과 산업에 초점을 맞춘 과제별 시나리오 보고서를 작성하고 있다. 이 보고서는 독자의 가설에 의문을 제기하여 중요한 기초적인 요인에 대한 인식을 높여, 미래에 대한 새로운 생각의 계기를 제공하는 것을 목적으로 한다. 최근 발표된 보고서는 2008 ~ 2009년 세계 금융 위기가 일으킬 수 있는 장단기 영향을 검증한 중요한 보고서인 《세계의 금융 시스템의 미래：단기 전망과 장기 시나리오》(The Future of the Global Financial System: A Near-Term Outlook and Long-Term Scenarios), 인구 이동이 연금 및 의료 재정 기반이 주는 영향에 관한 시나리오를 기록한 《2030년까지 금융정세의 변화：연금과 의료 시나리오》(Pension and Healthcare Scenarios to 2030) 등이 있다.

## 보안
많은 세계 지도자들이 한 자리에 모여 있기 때문에 세계 경제 포럼(World Economic Forum)에서는 차량 수표와 무장 경찰 및 군인들이 보안과 안전을 유지한다. 다보스에서의 보안 조치는 전적으로 스위스가 주를 이루며, 최대 5,000명의 군안 배치가 이루어진다.
다보스에서의 군대 배치는 스위스 국방부의 '민간 보호 및 스포츠(DDPS)'에서 자금을 지원하며, WEF연례 총회에서 군대를 배치하는 데 드는 비용은 평균적으로 회의 당 약 2,800만 스위스 프랑이라고 발표했다.

## 같이 보기
- 그레이트 리셋(영어판) (위대한 재설정)
- 당신은 아무것도 소유 않고 행복할 것이다(영어판)
- 세계 사회 포럼(WSF̠) - 세계 경제 포럼에 대항하는 탈세계화 포럼
- 세계지식포럼 - 한국의 매일경제신문이 주최하는 아시아 최대 지식포럼
- 글로벌대학리더포럼 - 세계 최상위 26개 대학 총장들의 모임
- 동방경제포럼